# Delia kumatai
Delia kumatai är en tvåvingeart som beskrevs av Masayoshi Suwa 1977. Delia kumatai ingår i släktet Delia och familjen blomsterflugor.
Artens utbredningsområde är Nepal. Inga underarter finns listade i Catalogue of Life.